# Фиорано ал Серио
Фиора̀но ал Сѐрио (на италиански: Fiorano al Serio; на ломбардски: Fiorà, Фиора) е малкло градче и община в Северна Италия, провинция Бергамо, регион Ломбардия. Разположено е на 396 m надморска височина. Населението на общината е 3029 души (към 2017 г.).